# Delray Beach International Tennis Championships 2011
Delray Beach International Tennis Championships 2011 — тенісний турнір, що проходив на кортах з твердим покриттям у місті Делрей-Біч, США з 21 лютого. Належав до категорії ATP World Tour 250, був турніром серії Delray Beach Open 2011 року.

## Фінальна частина

### Одиночний розряд
Хуан Мартін дель Потро —  Янко Типсаревич 6–4, 6–4

### Парний розряд
Скотт Ліпскі /  Ражів Рам —  Крістофер Кас /  Александер Пея 4–6, 6–4, [10–3]